# Shuttle (film)
Shuttle is een Amerikaanse mystery-thriller/horrorfilm uit 2008 onder regie van Edward Anderson, die zelf het verhaal schreef. De film ging in première op het South-by-Southwest Music and Film Festival in 2008. Een jaar later kwam de film in de bioscoop uit.
In de film stappen een aantal Amerikaanse jongeren in een shuttlebus, een voertuig waarmee in sommige landen reizigers van een station of vliegveld naar huis vervoerd worden. Deze chauffeur gaat alleen niet op weg naar hun gewenste bestemming, maar waarheen wel is iets waarnaar ze alleen kunnen raden.

## Verhaal
De Amerikaanse meisjes Melanie (Peyton List) en Jules (Cameron Goodman) komen terug van een pleziervakantie in Mexico en landen samen met medevakantiegangers Matt (Dave Power) en Seth (James Snyder) op het vliegveld in hun woonplaats. Omdat Melanie's bagage vermist is, moet ze zich melden bij een balie om dit aan te geven. Het wordt daardoor laat voordat de vriendinnen op weg naar huis kunnen. Melanie was al ziek van de vlucht en droevig omdat haar inmiddels ex-verloofde is vreemdgegaan. Buiten willen ze een shuttlebusje naar huis nemen. De keuze valt op één chauffeur (Tony Curran) die zich aanbiedt voor de helft van de prijs die de anderen vragen.
Naast de meisjes zit er een man in de passagiersruimte die zich voorstelt als Andy (Cullen Douglas), een huisvader van twee kinderen. Omdat het busje maximaal drie mensen per rit meeneemt, zit het daarmee vol. Jules is niettemin geïnteresseerd in de flirtende van Seth en krijgt de chauffeur zover dat hij en Matt ook mee mogen rijden. Het eerste vermoeden dat er iets niet in de haak is, borrelt op bij de reizigers wanneer de chauffeur een andere weg neemt dan die volgens hen de meest logische is. Dan krijgt hij een lekke band. Matt helpt hem deze te verwisselen, maar wanneer de nieuwe band erop zit, komt de bus zo snel van de krik naar beneden dat deze op Matts hand belandt en hem vier vingers afrukt.
Iedereen stapt vlug weer in en de chauffeur rijdt aan, maar blijkt niet richting ziekenhuis te gaan. Hij maakt duidelijk dat de passagiers zijn gijzelaars zijn. Hij waarschuwt. Als een van hen zich verzet of probeert te vluchten, dan moeten de anderen dit bekopen. Dat hij niet bluft, bewijst hij wanneer Seth buiten alle waardevolle spullen uit hun gezamenlijke bagage moet verzamelen en het op een rennen zet. De chauffeur geeft gas rijdt hem met het busje morsdood. Hierop raken de meningen onder de gegijzelden verdeeld. Vluchten lijkt geen optie, maar waar Andy zich ervan overtuigd toont dat ze het drama overleven als ze gehoorzaam zijn, denken de anderen dat de chauffeur ze sowieso vermoordt als ze zich lijdzaam mee laten voeren.
Melanie beseft op zeker moment dat de chauffeur verwondingen toebrengt aan zijn mannelijke gijzelaars, maar dat hij zijn best doet Jules en haar niet te beschadigen. Hierdoor concludeert ze gruwelend dat zij koopwaar zijn voor de vrouwenhandel en dat ze iets moeten ondernemen willen ze dit voorkomen. Ze ontfutselt de chauffeur zijn geweer met een bemachtigde koevoet en laat Matt hem onder schot houden, terwijl zij achter het stuur van de bus plaatsneemt. Alleen blijkt niet iedereen te zijn wie hij zei dat hij was. Andy steekt een nietsvermoedende Matt met een mes in de nek en blijkt de handlanger van de chauffeur. Hierdoor zijn de meisjes nog maar met zijn tweeën over, terwijl hun kidnappers op weg gaan naar een fabrieksloods om ze daar klaar te maken voor vervoer naar Azië. Onderweg bekent Jules aan Melanie dat haar ex-verloofde een keer vreemdging met haar.

## Rolverdeling
- Tony Curran - Chauffeur
- Peyton List - Mel
- Cameron Goodman - Jules
- Cullen Douglas - Andy
- Dave Power - Matt
- James Snyder - Seth
- Kaylan Tracey - Doof meisje
- Jen Alison Lewis - Moeder van het dove meisje
- Jackie Cowls - Caissière benzinestation

## Achtergrond
De film werd met gemengde reacties ontvangen door critici. Op Rotten Tomatoes kreeg de film een "rotten"-beoordeling, met 52% aan goede kritieken.